# Mohsen Rabbani
Pour les articles homonymes, voir Rabbani.
Mohammad Mohsen Rabbani (né le 20 avril 1983 à Qom) est un athlète iranien, spécialiste du saut à la perche.

## Biographie
Il remporte la médaille d'or du saut à la perche lors des championnats d'Asie 2007, à Amman, en franchissant 5,35 m. 

### Palmarès
| Date | Compétition                  | Lieu      | Résultat | Performance |
| ---- | ---------------------------- | --------- | -------- | ----------- |
| 2002 | Championnats d'Asie juniors  | Bangkok   | 6e       | 4,60 m      |
| 2004 | Championnats d'Asie en salle | Téhéran   | 2e       | 5,00 m      |
| 2005 | Championnats d'Asie          | Incheon   | 7e       | 5,00 m      |
| 2005 | Jeux asiatiques en salle     | Bangkok   | 3e       | 5,00 m      |
| 2006 | Jeux asiatiques              | Doha      | 4e       | 5,30 m      |
| 2007 | Championnats d'Asie          | Amman     | 1er      | 5,35 m      |
| 2007 | Universiade                  | Bangkok   | 8e       | 5,25 m      |
| 2008 | Championnats d'Asie en salle | Doha      | 4e       | 4,90 m      |
| 2009 | Championnats d'Asie          | Guangzhou | 6e       | 5,15 m      |
| 2009 | Jeux asiatiques en salle     | Hanoi     | 4e       | 5,10 m      |
| 2010 | Championnats d'Asie en salle | Téhéran   | 1er      | 5,20 m      |
| 2010 | Jeux asiatiques              | Guangzhou | 4e       | 5,20 m      |
| 2011 | Championnats d'Asie          | Kobe      | 8e       | 4,90 m      |
| 2012 | Championnats d'Asie en salle | Hangzhou  | 4e       | 5,00 m      |

## Records
| Épreuve          | Épreuve   | Marque      | Lieu    | Date           |
| ---------------- | --------- | ----------- | ------- | -------------- |
| Saut à la perche | Plein air | 5,36 m      | Téhéran | 6 août 2009    |
| Saut à la perche | Salle     | 5,30 m (NR) | Mashad  | 3 février 2012 |